# Stir Crazy (film)
Stir Crazy is een Amerikaanse filmkomedie uit 1980 geregisseerd door Sidney Poitier, geproduceerd door Hannah Weinstein en uitgegeven door Columbia Pictures.

## Verhaal
Harold Monroe wordt ontslagen als kelner omdat de kok per ongeluk zijn marihuana als oregano aanzag en deze verwerkte in een gerecht. Tezelfdertijd wordt warenhuisdetective Skipper Donahue ontslagen nadat hij een beroemde actrice onterecht beschuldigde van diefstal. Harold en Skipper kennen elkaar en besluiten om met een kampeerwagen van New York te verhuizen naar Californië. Om geld te verdienen, nemen ze op hun reis allerlei klusjes aan. Zo maken ze in Arizona reclame voor een bank, maar hun werkkledij wordt gestolen door twee bandieten die de bank overvallen. Harold en Skipper worden onterecht beschuldigd en veroordeeld voor een gevangenisstraf van 125 jaar.
In de gevangenis wordt er een wedstrijd "mechanische stier berijden" georganiseerd die wordt gewonnen door Skipper. Skipper en de andere gevangenen ontdekken dat de competitie bedrog is, de cipiers er massa's geld mee verdienen, en de "winnaars" gedwongen worden om deel te nemen aan een echte rodeowedstrijd wat ze meestal niet overleven.
Skipper, Harold en enkele gevangenen maken een plan op om via de rodeowedstrijd te ontsnappen.

## Rolverdeling
| Acteur               | Personage              | Opmerkingen            |
| -------------------- | ---------------------- | ---------------------- |
| Gene Wilder          | Skipper "Skip" Donahue |                        |
| Richard Pryor        | Harold "Harry" Monroe  |                        |
| Georg Stanford Brown |                        |                        |
| JoBeth Williams      | Meredith               |                        |
| Miguel Ángel Suárez  |                        |                        |
| Craig T. Nelson      | Wilson                 | Hulpbewaker gevangenis |
| Barry Corbin         | Walter Beatty          | bewaker gevangenis     |
| Charles Weldon       | Blade                  |                        |
| Nicolas Coster       | Henry Sampson          | bewaker gevangenis     |
| Joel Brooks          | Len Garber             |                        |
| Jonathan Banks       | Jack Graham            |                        |
| Erland Van Lidth     | Grossberger            |                        |